# بسطانة

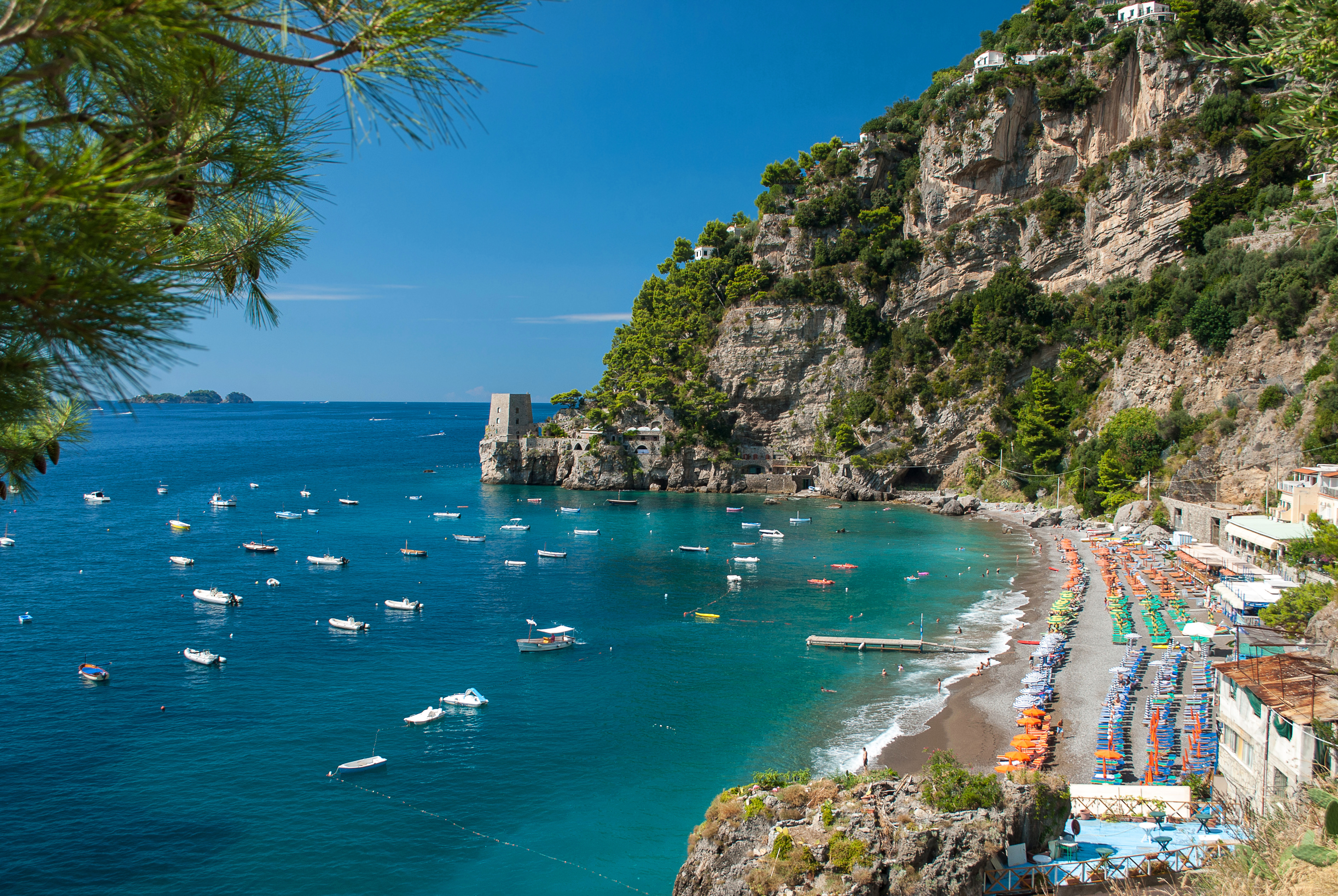
منظر لشاطئ بسطانة.

بسطانة أو بوسيتانو (بالكامبانية: Pasitano) هي قرية تقع على ساحل أمالفي (مقاطعة ساليرنو)، في كامبانيا، إيطاليا، وهي بشكل رئيسي من بين التلال المؤدية إلى الساحل.

## المناخ
مناخ بسطانة بفضل موقعه هو مناخ معتدل للغاية، وهو من نوع البحر الأبيض المتوسط. الشتاء دافئ جداً مع درجات حرارة دنيا لا تنخفض تقريباً إلى أقل من 6 درجات، في حين أن الصيف طويل ودافئ ومشمس ولكن غالباً ما يتم تغييره بنسيم البحر. بفضل درجة الحرارة المعتدلة وجمال المناظر الطبيعية فيها، كانت بسطانة منتجعاً لقضاء العطلات منذ عهد الإمبراطورية الرومانية، كما يتضح من اكتشاف الفيلا في خليج المنطقة. تحتوي أعلى القرية على العديد من السلالم التي تربط المقاطعات العليا بمنطقة الوادي. الشواطئ الرئيسية هي Spiaggia Grande وFornillo وLa Porta وFiumicello وArienzo وSan Pietro وLaurito وRemmese، ويمكن أيضاً الوصول إلى بعضها عن طريق البحر.

## السكان
في سنة 1861 بلغ عدد السكان 2٬705 نسمة، وتطور العدد ليصل في سنة 2011 لـ 3٬858 نسمة.
يظهر هذا المخطط البياني تطور النمو السكاني لـ بوسيتانو

## تاريخ المنطقة
كانت بسطانة ميناء أمالفي في العصور الوسطى، وازدهرت خلال القرنين السادس عشر والسابع عشر. وبحلول منتصف القرن التاسع عشر، مرت المدينة بأوقات صعبة، فهاجر أكثر من نصف سكان المدينة إلى الخارج، ومعظمهم هاجروا إلى أمريكا، كانت بسطانة قرية للصيد خلال النصف الأول من القرن العشرين، وكتب جون ستاينبك في كتابه «بسطانة لدغات العميق»: إنها بدأت في جذب أعداد كبيرة من السياح في عام 1950، وخصوصاً بعد أن نشر جون ستاينبك مقالته حول بسطانة في هاربرز بازار في مايو 1953، قال «إنها مكان الحلم الذي هو ليس حقيقياً جداً عندما تكون هناك، ويصبح حقيقي بعد أن تصل هناك».

## المعالم السياحية
شاطئ بسطانة يوجد فيه معالم سياحية من أهمها كنيسة سانتا ماريا أسونتا والتي تحتوي على قبة مصنوعة من بلاط الخزف وتعتبر الكنيسة رمز القرن الثالث عشر للبيزنطيين الذين كانوا في المنطقة.
وفقاً لأسطورة محلية، كانت قد سُرِقَت رموزاً من الكنيسة وكان يتم نقلها من قبل القراصنة عبر البحر الأبيض المتوسط. فهبت فجأة عاصفة رهيبة في المياه قبالة بسطانة واستمع البحارة إلى صوتها خائفين قائلين:
«بوزا، بوزا!» أي:(«اخماد! اخماد!»)، وعندها أُنزِلَت رموز ثمينة عبر القراصنة ونقلت إلى الخارج وذهبت العاصفة.

## النقل
بسطانة يمكن الوصول إليها عن طريق الطريق الوطني SS163 أمالفيتانا، أو على جانب طريق المحافظة SP425.
أقرب المطارات هي:
- مطار نابولي - Capodichino
- مطار ساليرنو - Pontecagnano

## معرض الصور

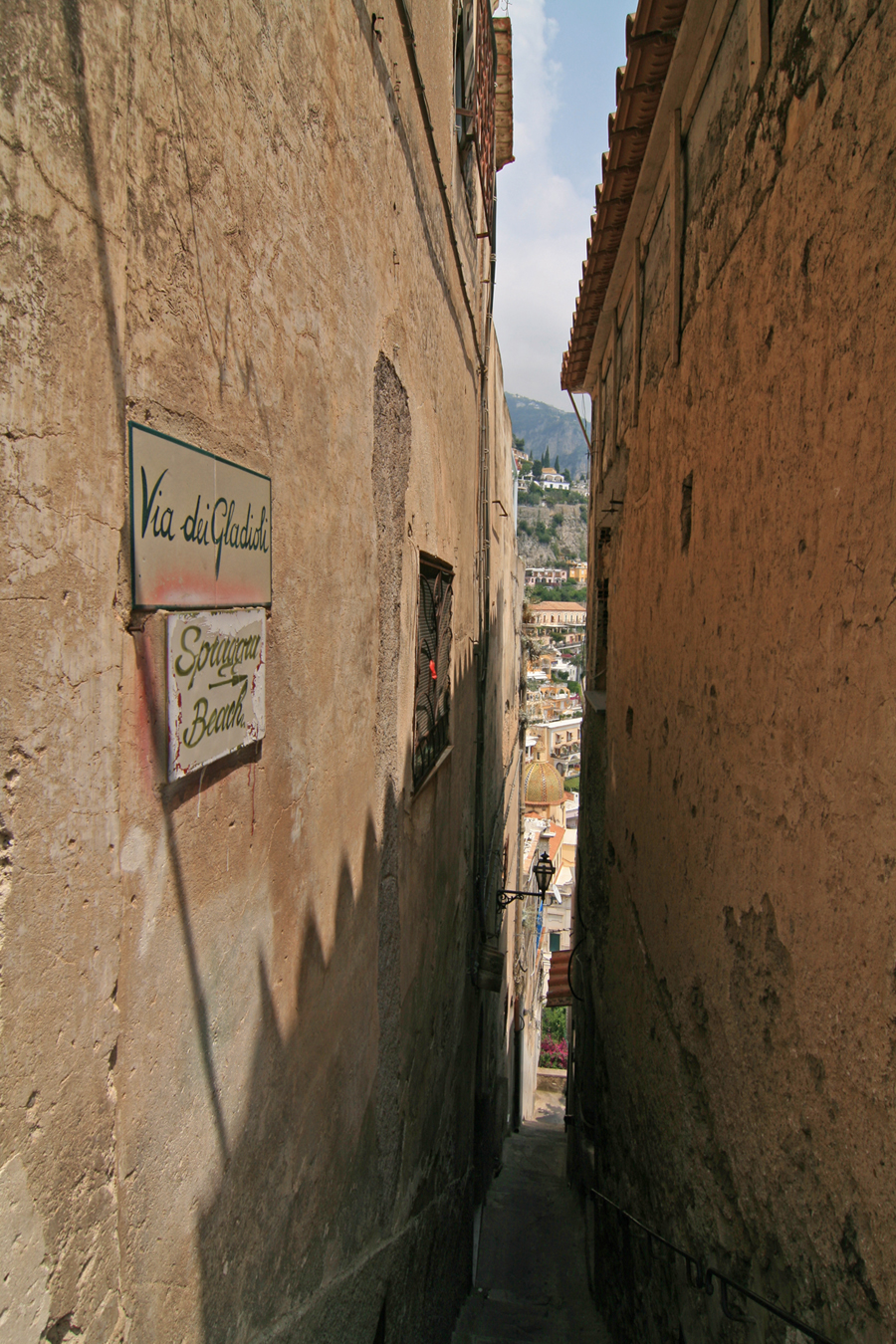
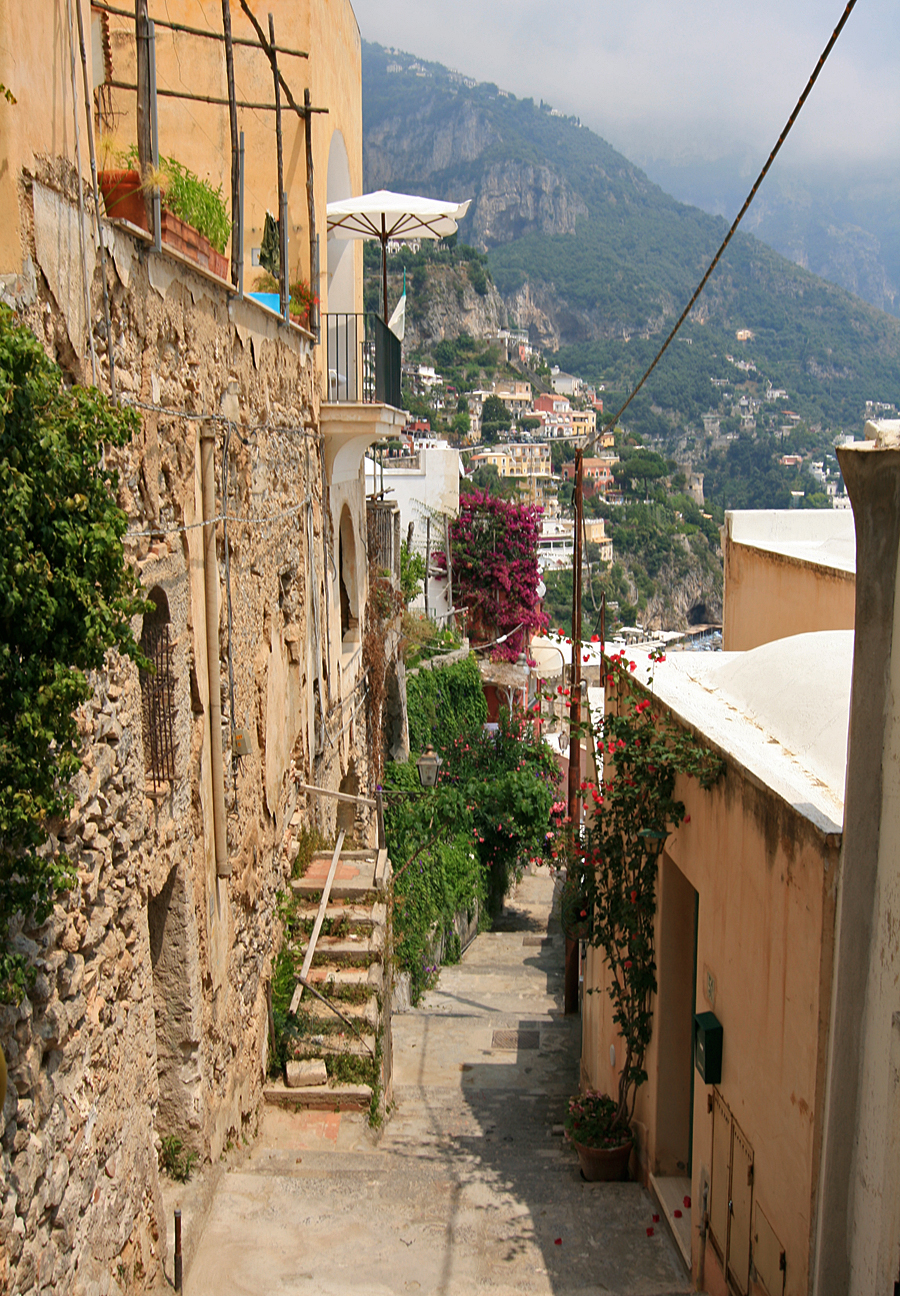
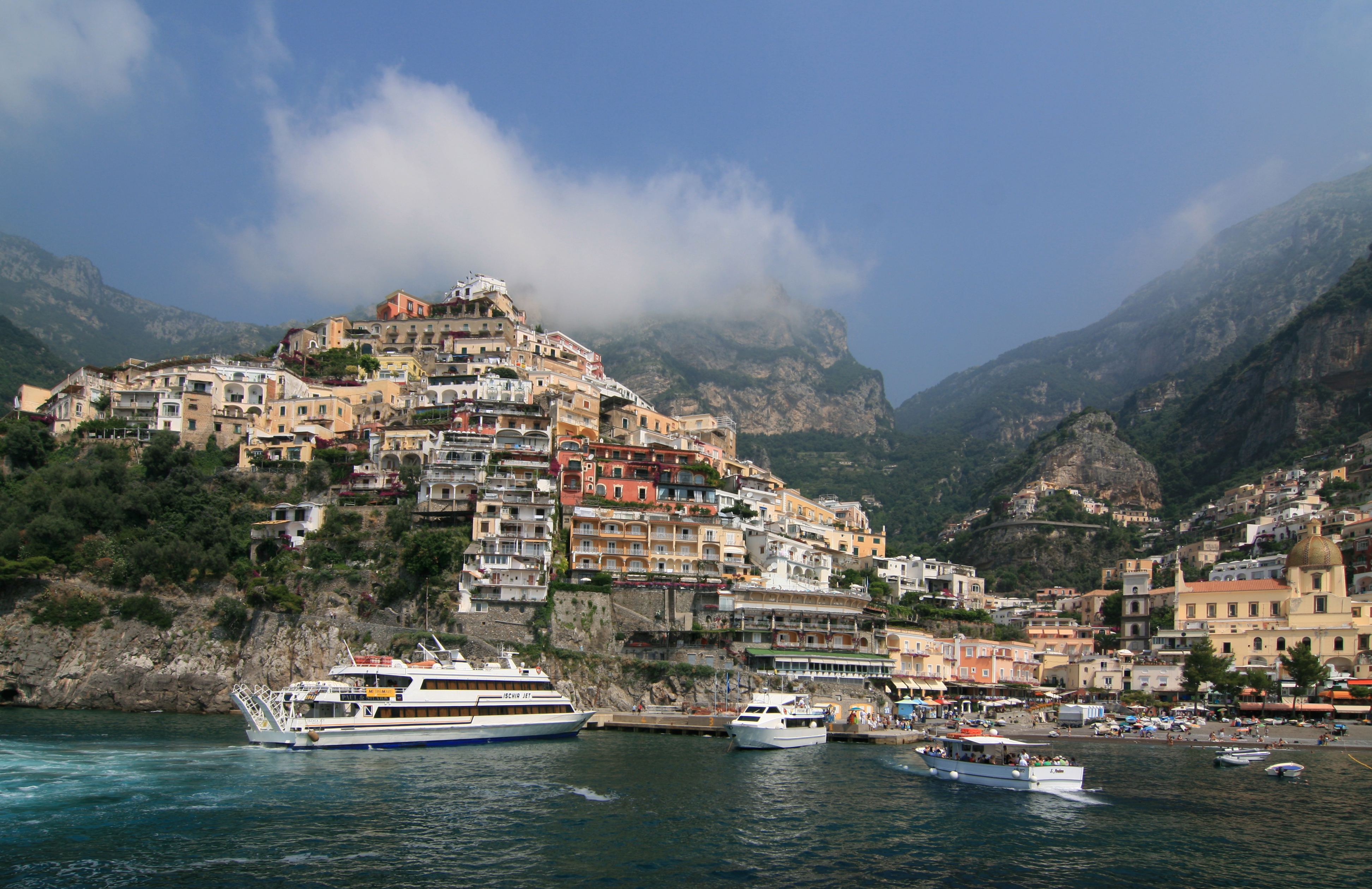
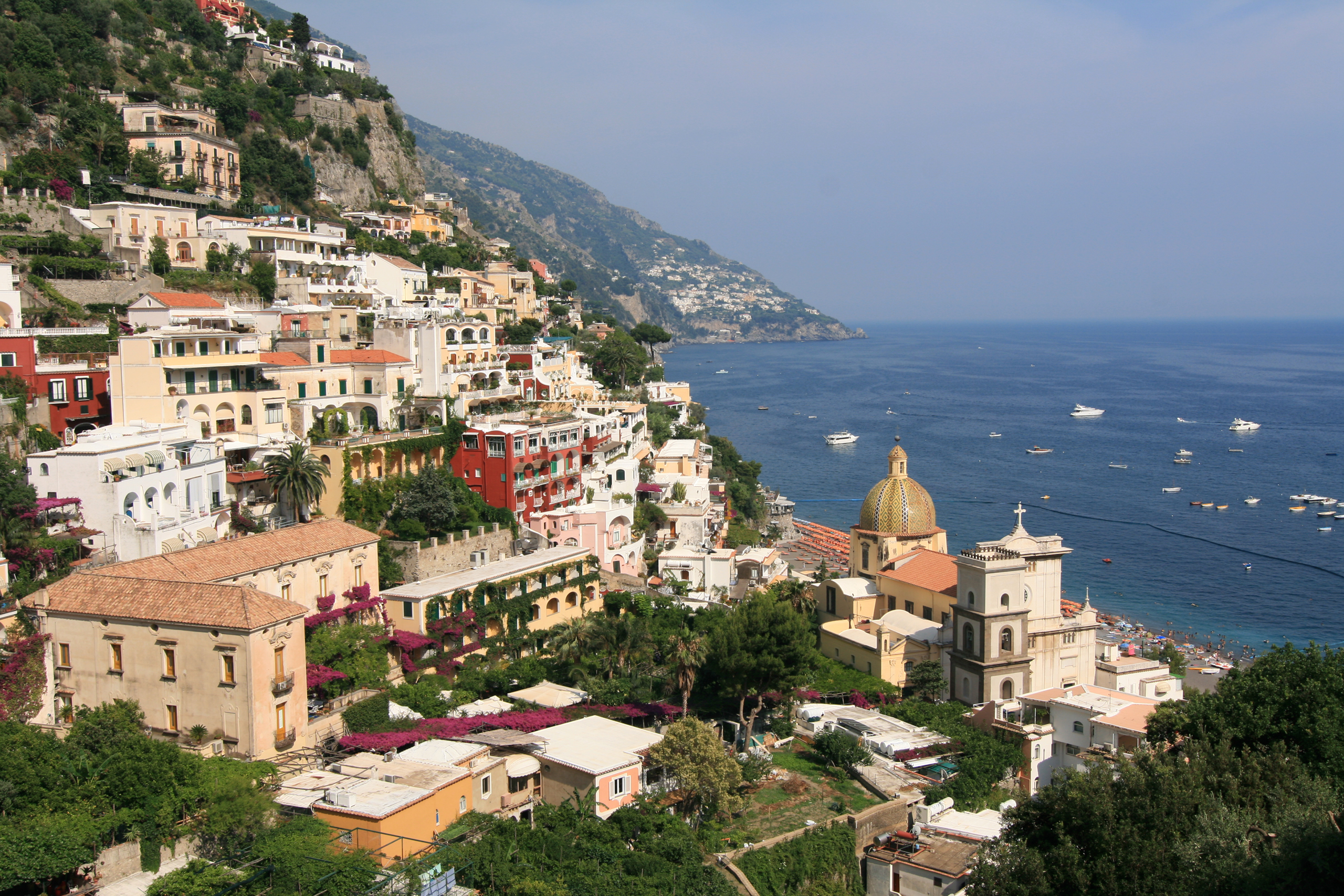
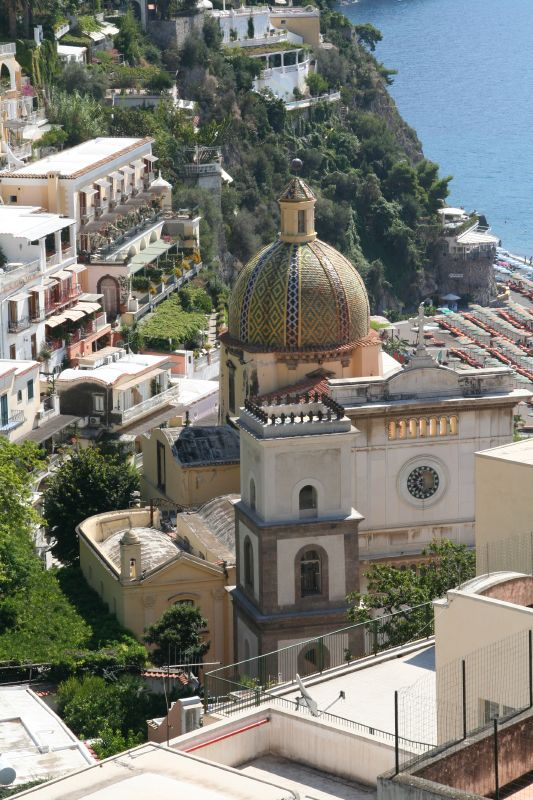
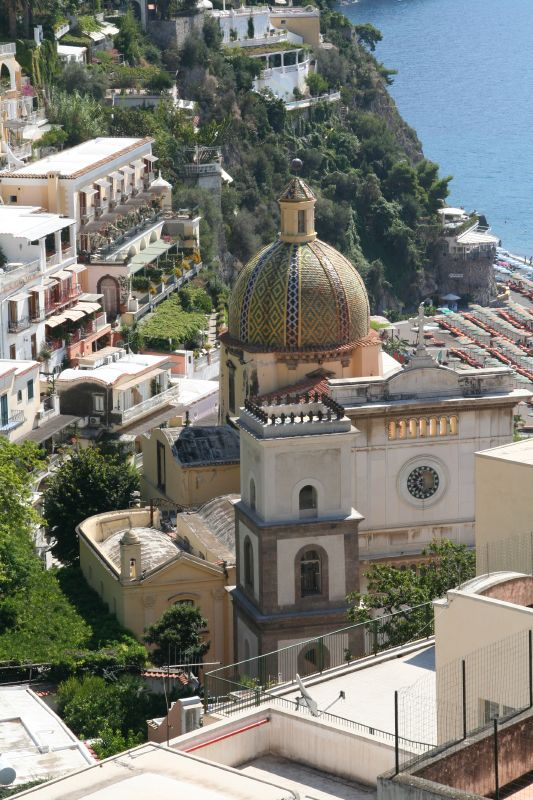
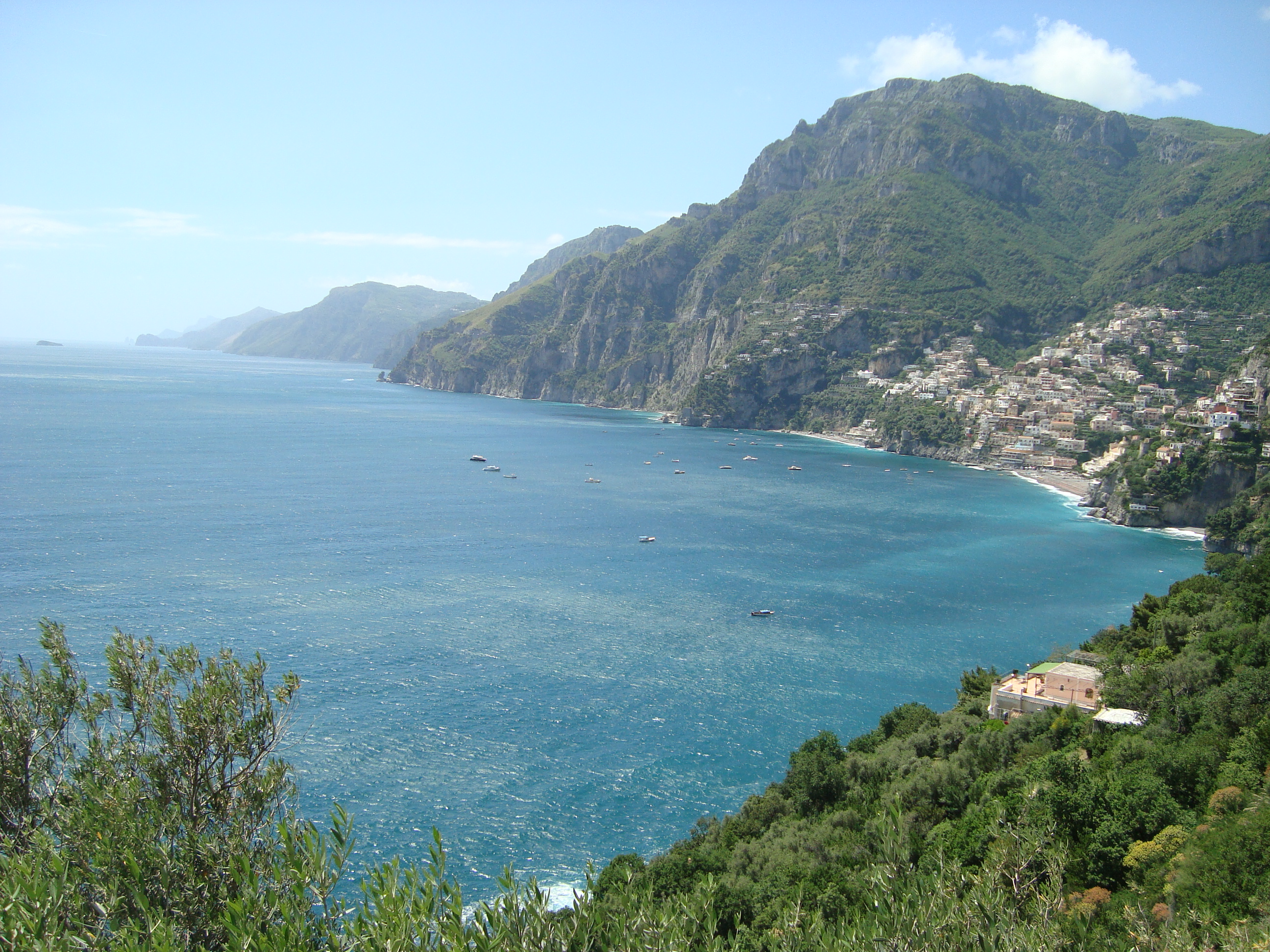